# Donald Douglas (żeglarz)
Donald Willis „Don” Douglas, Jr. (ur. 3 lipca 1917 w Waszyngtonie, zm. 3 października 2004 w Riverside) – amerykański żeglarz sportowy, medalista olimpijski.
Podczas letnich igrzysk olimpijskich w Los Angeles (1932) zdobył, wspólnie z Robertem Carlsonem, Temple’em Ashbrookiem, Charlesem Smithem i Fredericem Conantem, srebrny medal w żeglarskiej klasie 6 metrów.
Donald Douglas jest najmłodszym amerykańskim mężczyzną, który zdobył medal olimpijski w jakimkolwiek sporcie. Podczas igrzysk w 1932 był uczniem liceum, wkrótce potem rozpoczął naukę na uniwersytecie Stanforda, gdzie studiował inżynierię mechaniczną i inżynierię lotniczą. Jako żeglarz z powodzeniem kilkakrotnie brał udział w regatach Transpacific Yacht Race z Los Angeles na Hawaje. Wkrótce po ukończeniu nauki w 1938 rozpoczął karierę w Douglas Aircraft Company, firmie założonej przez jego ojca, a później pracował przez ponad cztery dekady w wytwórni lotniczej McDonnell Douglas. Ostatecznie został prezesem i dyrektorem generalnym tego przedsiębiorstwa i był bardzo aktywny w tworzeniu programów badawczo-rozwojowych w dziedzinie lotnictwa w południowej Kalifornii.